# Gare d'Étaules
La gare d'Étaules est une ancienne gare ferroviaire française de la ligne de Saujon à La Grève, située sur le territoire de la commune d'Étaules dans le département de la Charente-Maritime, en région Nouvelle-Aquitaine.
Gare fermée.

## Situation ferroviaire
La gare d'Étaules est située au point kilométrique (PK) 15,2 de la ligne de Saujon à La Grève, entre les gares de Chaillevette (desservie par le train des mouettes) et d'Arvert-Avallon (fermée).

## Patrimoine ferroviaire

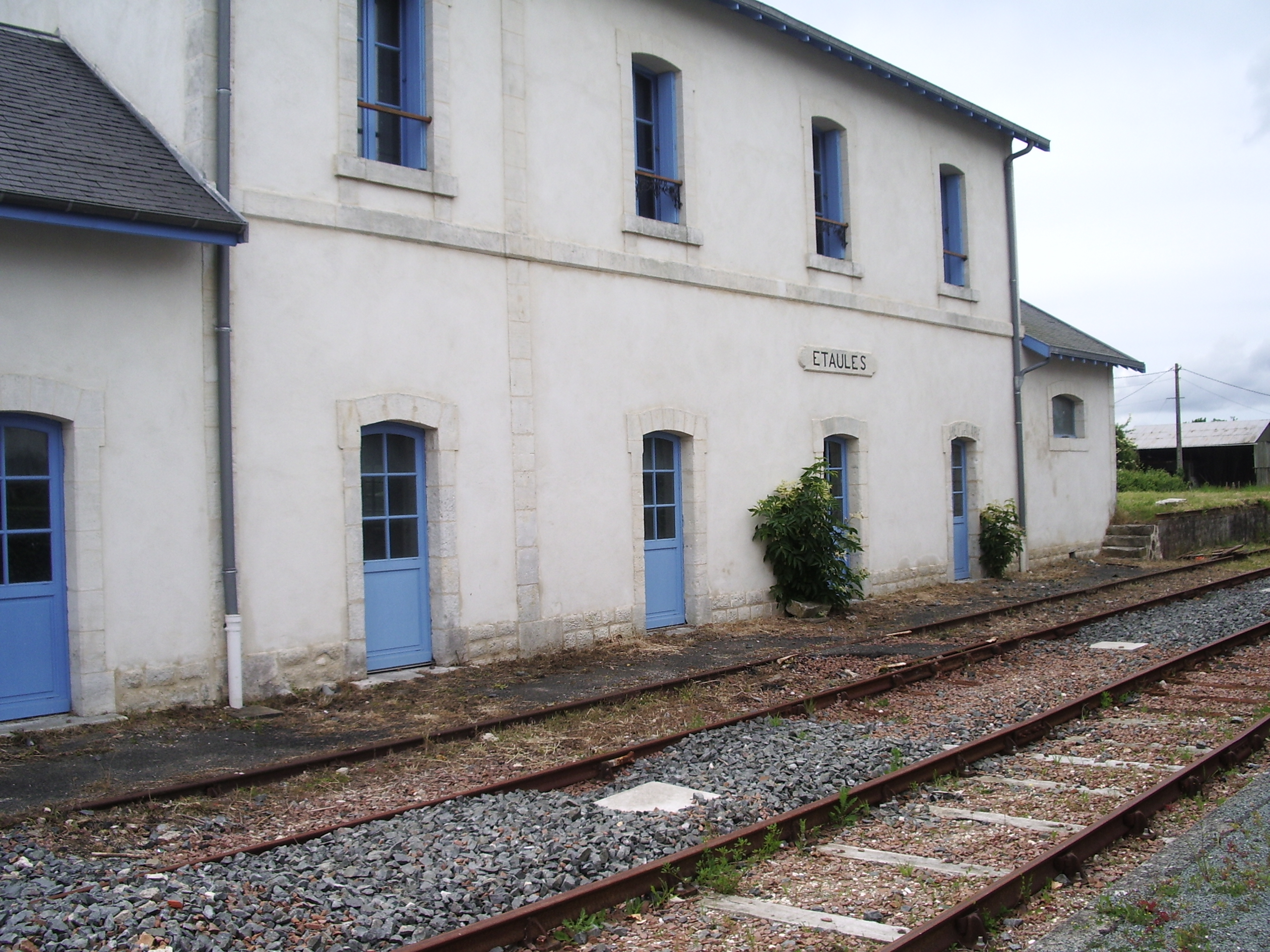
Ancien quais de la gare